# Château de Beldiletto
Le château de Beldiletto  est situé dans la commune de Pievebovigliana, province de Macerata dans les Marches,. Il appartenait à la famille Da Varano, seigneurs de Camerino.

## Historique
Le château, est construit à la fin du XIVe siècle selon la tradition de Giovanni Da Varano dit Spaccaferro, mais il est probable qu'il existait déjà et Giovanni l'a agrandi et fortifié entre 1370 et 1380, en l'insérant dans le complexe défensif du système de forteresses et de châteaux pour protéger Camerino. Dans la seconde moitié du XIVe siècle, il fut transformé en une somptueuse villa de style Renaissance (puissante construction en grès) par Giulio Cesare da Varano qui y installa sa cour.
La lente dégradation du château commença déjà au XVIe siècle, après l'annexion du duché de Camerino aux États pontificaux, lorsque l'ensemble du complexe fut transformé en un simple domaine agricole.
Vers 1990, des travaux de restauration ont été réalisés sur les murs et les toitures des côtés nord et est. Il subit des dégâts lors du tremblement de terre de 1997 et une nouvelle restauration fut entreprise. Il subit de nouveau des dégâts lors du tremblement de terre de 2016.

## Description
Le Château de Beldiletto était à l'origine entourée d'un fossé large et profond alimenté par les eaux de la rivière Chienti ; le plan du bâtiment est de forme quadrangulaire avec un seul accès avec un hall d'entrée voûté en berceau, avec des tours à base carrée à chaque coin. À l'intérieur se trouve une cour avec une loggia, avec des piliers octogonaux et des arcs brisés en pierre blanche et rouge. 
Dans la plus grande salle du château, sont visibles les vestiges d'un vaste cycle de fresques du XVe siècle représentant des chevaliers, dont Robert Guiscard, son fils Roger, roi de Naples et Tancrède d'Altavilla, qui fait référence à la culture des poèmes chevaleresques. 